# Estación Altamira (Chile)
Altamira fue una estación de ferrocarril que se hallaba en la localidad homónima en medio del Desierto de Atacama, en la Región de Antofagasta de Chile. Fue parte del Longitudinal Norte y actualmente se encuentra inactiva.

## Historia
La estación fue construida como parte del ferrocarril Longitudinal Norte, el cual comenzó a operar en 1913; originalmente en el trazado primitivo la estación estaba proyectada más al sur —cerca de la quebrada del Juncal— a la vez que estaba proyectada otra estación —denominada «Quaest-Faslem»— cerca de la quebrada de la Cachina, sin embargo las posteriores modificaciones al trazado durante su construcción establecieron la nueva estación Altamira en su ubicación definitiva, en la pampa homónima entre las quebradas del Juncal y de la Cachina. Según Santiago Marín Vicuña, la estación se encontraba ubicada a una altitud de 1770 m. s. n. m.
En marzo de 1936 se aprobó la construcción de un triángulo de inversión en la estación, mientras que en abril de 1936 había sido autorizado el traslado de las bodegas de la estación Santa Fe hasta la estación Altamira. La parada aparece en publicaciones turísticas de 1949, mientras que en mapas oficiales de 1964 la estación aún aparece prestando servicios.
La estación dejó de prestar servicios cuando finalizó el transporte de pasajeros en la antigua Red Norte de la Empresa de los Ferrocarriles del Estado en junio de 1975, siendo suprimida formalmente el 15 de enero de 1979. Las vías del Longitudinal Norte fueron traspasadas a Ferronor y privatizadas, mientras que la estación fue abandonada y solamente quedan algunas ruinas y 4 vías paralelas.